# Risque sismique en Charente-Maritime
Le risque sismique dans la Charente-Maritime est un des risques majeurs susceptibles d'affecter le département de la Charente-Maritime (région Nouvelle-Aquitaine, France). Il se caractérise par la possibilité qu'un aléa de type séisme se produise et occasionne des dommages plus ou moins importants aux enjeux humains, économiques ou environnementaux situés sur le territoire départemental.
Le département possède une activité sismique légère à modérée selon le zonage sismique officiel de la France, entrée en vigueur en 2011. Les 463 communes du département se répartissent en deux zones : 200 sont en zone de sismicité « faible » et 263 en zone « modérée ». Selon les zones, certains bâtiments doivent respecter la réglementation parasismique les concernant.
L'activité sismique du département se matérialise par des tremblements de terre de faible magnitude généralement inférieure à 5 et dénommés micro-séismes. Ce type d'évènement n'est pas rare dans les départements de Charente et de Charente-Maritime comme dans l'ensemble des régions du Sud-Ouest de la France, où des micro-séismes de magnitude équivalente ont habituellement lieu tous les deux ans dans un rayon de cent kilomètres autour de l'épicentre.

## Une zone sismique légère à modérée
En Charente-Maritime, les tremblements de terre sont très fréquents au large de l'île d'Oléron et sont généralement ressentis sur tout le littoral charentais et jusqu'à une centaine de kilomètres à l'intérieur des terres selon la magnitude de la secousse.
La sismicité légère constatée dans le département se caractérise en fait par une certaine régularité des tremblements de terre qui demeurent cependant de magnitude modérée, généralement inférieure à 5, où « actuellement les secteurs sismiques reprennent les directions des fractures hercyniennes, l'axe de la vallée de la Charente, l'île d'Oléron, l'anse de l'Aiguillon ». Ces tremblements de terre sont identifiés comme étant des micro-séismes mais dont les ondes de choc peuvent être malgré tout ressenties sur plusieurs dizaines de kilomètres depuis l'épicentre. Ils ne sont pas rares dans les départements charentais comme dans l'ensemble des régions du Centre-Ouest de la France où des séismes de magnitude équivalente ont habituellement lieu tous les deux ans.
Par ailleurs, sur le littoral charentais et selon le Centre littoral de géophysique de La Rochelle, une faille semble avoir été identifiée dans l'axe de l'estuaire de la Charente mais elle demeure encore méconnue et mal cartographiée. Pour d'autres, une faille sous-marine mal identifiée serait située au large de l'île d'Oléron, près du port de pêche de La Cotinière. Mais l'emplacement de la faille est encore mal connu. Le séisme le plus important d'une magnitude de 5,7 a eu lieu le 7 septembre 1972.
Ces différents tremblements de terre qui demeurent toujours impressionnants par leur soudaineté et leur caractère imprévisible, ont amené la commune du Château-d'Oléron à mettre à disposition depuis l'été 2010 auprès du Laboratoire de sismologie de Nantes, un site d'observation permettant d'évaluer l'échographie du Golfe de Gascogne. En fait, cette station sismologique s'inscrit dans un programme national de surveillance en matière de séisme du littoral français dénommé Pyrope.

### Zonage sismique des communes
Pour chaque commune française, un aléa sismique, c'est-à-dire l'ampleur des mouvements sismiques attendus sur une période de temps donnée, a pu être défini à partir de l'analyse des données de la sismicité historique (données issues de témoignages et de documents bibliographiques recensés depuis environ 1 000 ans), des données instrumentales (mesurées par des appareils depuis une cinquantaine d’années) et par l'identification des failles actives. Le précédent zonage sismique de 1991, en vigueur jusqu’à fin avril 2011, se fondait sur des données sismologiques antérieures à 1984. Le nouveau zonage a bénéficié de l’amélioration de la connaissance de la sismicité historique et des nouvelles données de sismicité instrumentale et historique depuis 1984. À l’issue de cette étude probabiliste, une nouvelle carte nationale de l’aléa sismique a été publiée par le ministère chargé de l'écologie le 21 novembre 2005 et a abouti à un découpage de la France en cinq zones de sismicité défini par décret du 22 octobre 2010 (article D563-8-1 du code de l’environnement), allant de la zone 1, de sismicité très faible, à la zone 5, de sismicité forte.
Dans l'actuel plan de zonage sismique dressé par l'État et entré en vigueur le 1er mai 2011 (article D.563-8-1 du code de l’environnement), la Charente-Maritime fait partie des zones sismiques faibles pour la partie centrale et méridionale du département à modérées pour la partie nord et littorale. Le département se répartit en deux zones de sismicité :
| Zone de sismicité | Nombre de communes |
| ----------------- | ------------------ |
| 1 - très faible   | 0                  |
| 2 - faible        | 200                |
| 3 - modérée       | 263                |
| 4 - moyenne       | 0                  |

## Dates des séismes en Charente-Maritime et leur magnitude
Au XVIIIe siècle
- En 1703, un séisme fait des dégâts considérables à Rochefort, les magasins généraux de l'arsenal, bâtis sur un sol peu stable sont secoués, ils sont ensuite consolidés avec des armatures en fer et des contreforts ; ils ont aujourd'hui disparu[13].
- En 1704, le 10 janvier, on ressentit à La Rochelle un tremblement de terre vers six heures du soir (Louis-Étienne Arcère, cité par Jean-Baptiste Ernest Jourdan[14])

Au XIXe siècle
- Le 26 juillet 1882, à 15 h 38, un séisme a été ressenti en Saintonge, notamment dans la région de Saintes[12].

Au XXe siècle
- Le 28 septembre 1935, à 16 h 17, un séisme est ressenti à Rouillac, dans le département voisin de la Charente, dont l'onde de choc atteint la Charente-Maritime[12].
- Le 7 janvier 1955, à 8 h 21, un microséisme est ressenti dans l'île d'Oléron[12].
- Le 20 juillet 1958, à 19 h 27, une secousse se fait ressentir dans l'île d'Oléron[12].
- Le 7 septembre 1972, à 22 h 26 min 54 s, un séisme de magnitude 5,7 touche l'île d'Oléron. C'est le plus important qui ait été ressenti sur l'île d'Oléron comme sur le littoral charentais au XXe siècle et qui a causé quelques dégâts matériels assez importants mais sans qu'il y ait de victime à déplorer. Cependant, il demeure "la référence" en matière de sismicité régionale quand surviennent d'autres séismes qui frappent le département.
- Le 6 janvier 1973, un séisme de magnitude 4,5 a lieu près de Saint-Georges-d'Oléron dans le nord-ouest de l'île d'Oléron.
- Le 11 février 1976, à 23 h 43 min 55 s, un séisme de faible magnitude est ressenti dans l'île d'Oléron.
- Le 10 octobre 1977, un séisme de magnitude 4,7 a pour épicentre le village de Chaucre dans la commune de Saint-Georges-d'Oléron[1].

Au XXIe siècle
- Le 8 juin 2001, un séisme de magnitude 5,1 a pour épicentre Chantonnay dans la Vendée voisine, mais est ressenti dans la moitié nord de la Charente-Maritime.
- Le 4 avril 2005, un séisme de magnitude 4,1 a touché l'ouest de la côte de l'île d'Oléron à 15 km au large[3].
- Le 18 avril 2005, à 8 h 42, un séisme de magnitude 4,7 touche l'île d'Oléron, semblant être une réplique du précédent qui a eu lieu quinze jours plus tôt mais qui a été identifié comme un nouveau choc[3].
- Le 24 août 2006, à 22 h, un séisme de magnitude 4,2 a pour épicentre le petit village de Massac, dans le canton de Matha[1]. Les vibrations ont été assez fortement ressenties entre Saintes et Cognac. L'origine est située à une profondeur estimée entre 5 et 10 km, cette secousse a été suivie d'une réplique, vingt minutes après la première, de magnitude 2,7, localisée plus à l'est, à 9 km de Rouillac, dans le département voisin de la Charente[1].
- Le 29 septembre 2010, à 13 h 29, un séisme de magnitude 4,5 a lieu au large de l'île d'Oléron dans le sud, il est ressenti jusqu'à 130 kilomètres à la ronde[5].
- Le 5 février 2011, à 0 h 39 U.T, un séisme de magnitude 3,9 a lieu au large de l'île d'Oléron, Latitude : 45.89°N Longitude : 1.43°W .
- Le 5 mars 2013, à 13 h, un séisme de magnitude 3,5 au large de l'île de Ré, Latitude : 46.14°N Longitude : 1.63°W par BCSF.
- Le 6 mars 2013, à 22 h 40, un séisme de magnitude 3,9 au large de l'île d'Oléron, Latitude : 46.0285°N Longitude : 1.3833°W par BCSF
- Le 11 octobre 2014, à 2 h 41, un séisme de magnitude 3,8 à La Rochelle, latitude : 46.06° et longitude : -1.27°, profondeur : 10km, par BCSF.
- Le 28 avril 2016, à 8 h 46, un séisme d'une magnitude de 5,2 a lieu, dont l’épicentre se trouve à 16 km au SE de La Rochelle, latitude : 46.09°N et longitude : 0.98°W (46° 05′ N, 0° 59′ O) été ressenti de Nantes à Bordeaux par BCSF.
- Le 17 mai 2016 à 6 h 50, a lieu un séisme de magnitude 3,7, dont l'épicentre se sotue entre Saint-Jean-d'Angély et Saintes[15]. Il a été ressenti jusqu'à Niort. Pas de dégât majeur ni de victime[16].
- Le 16 juin 2023 à 18 h 38, un séisme de magnitude locale 5,3. L'épicentre se situe dans la commune de La Laigne qui compte un blessé léger et de nombreux dégâts (46° 13′ N, 0° 44′ O). Les secousses sont ressenties jusqu'à plus de 200 km de distance. Ce séisme est suivi d'une série de répliques dans la journée du 17 juin, notamment une secousse de magnitude locale 5,0, toujours dans la commune de La Laigne (46° 14′ N, 0° 45′ O)[17].

## Prévention du risque sismique

### Travaux de réduction de la vulnérabilité
Les travaux de réduction de la vulnérabilité (mitigation) des enjeux bâtis passe par une vérification de la conformité des structures aux règles parasismiques en vigueur.

#### Réglementation parasismique
L’objectif de la réglementation parasismique est la sauvegarde des vies humaines pour une secousse dont le niveau d’agression est fixé pour chaque zone de sismicité, dans des limites économiques supportables pour la société. Les articles R563-1 à R563-8 du Code de l’environnement distinguent deux types d’ouvrages :
- les ouvrages « à risque normal » comprenant les bâtiments, équipements et installations pour lesquels les conséquences d’un séisme demeurent circonscrites à leurs occupants et à leur voisinage immédiat»[19] ;
- les installations classées « à risque spécial » correspondant « aux bâtiments, équipements et installations pour lesquels les effets sur les personnes, les biens et l’environnement de dommages même mineurs résultant d’un séisme peuvent ne pas être circonscrits au voisinage immédiat desdits bâtiments, équipements et installations ». La nouvelle réglementation parasismique, définie par l'arrêté du 4 octobre 2010, s'impose à ces ouvrages, quel que soit le niveau d'aléa[20].

La catégorisation des bâtiments est la suivante :
| Catégorie d'importance | Illustration | Description |
| ---------------------- | ------------ | --- |
| I                      |              | * Bâtiments dans lesquels il n'y a aucune activité humaine nécessitant un séjour de longue durée |
| II                     |              | * Habitations individuelles * Établissements recevant du public (ERP) de catégories 4 et 5 * Habitations collectives de hauteur inférieure à 28 m * Bureaux ou établissements commerciaux non ERP, h ≤ 28 m, max. 300 personnes * Bâtiments industriels pouvant accueillir au plus 300 personnes * Parcs de stationnement ouverts au public.                                               |
| III                    |              | * ERP de catégories 1, 2, et 3 * Habitations collectives et bureaux, h > 28 m * Bâtiments pouvant accueillir plus de 300 personnes * Établissements sanitaires et sociaux * Centres de production collective d'énergie * Établissements scolaires |
| IV                     |              | * Bâtiments indispensables à la sécurité civile, la défense nationale et le maintien de l'ordre public * Bâtiments assurant le maintien des communications, la production et le stockage d'eau potable, la distribution publique de l'énergie * Bâtiments assurant le contrôle de la sécurité aérienne * Établissements de santé nécessaires à la gestion de crise Centres météorologiques |

Selon qu'il s'agisse de constructions neuves ou de travaux sur constructions existantes, les règles parasismiques applicables àdépendent de la zone sismique, de la catégorie du bâtiment, ainsi que du niveau de modification envisagé sur la structure :
| Zone        | Catégorie de bâtiment | Bâti neuf Règles                              | Bâti existant                                                                          | Bâti existant                                 |
| Zone        | Catégorie de bâtiment | Bâti neuf Règles                              | Types de travaux                                                                       | Règles de construction                        |
| ----------- | --------------------- | --------------------------------------------- | -------------------------------------------------------------------------------------- | --------------------------------------------- |
| 2 - faible  | IV                    | Eurocode 8 {\displaystyle a_{gr}} = 0,70 m/s2 | > 30% de SHON créée > 30% de plancher supprimé à un niveau                             | Eurocode 8 {\displaystyle a_{gr}} = 0,42 m/s2 |
| 3 - modérée | II                    | PS-MI                                         | > 30% de SHON créée > 30% de plancher supprimé à un niveau Conditions PS-MI respectées | PS-MI Zone 2                                  |
| 3 - modérée | II                    | Eurocode 8 {\displaystyle a_{gr}} = 1,1 m/s2  | > 30% de SHON créée > 30% de plancher supprimé à un niveau                             | Eurocode 8 {\displaystyle a_{gr}} = 0,66 m/s2 |
| 3 - modérée | III                   | Eurocode 8 {\displaystyle a_{gr}} = 1,1 m/s2  | > 30% de SHON créée > 30% de plancher supprimé à un niveau                             | Eurocode 8 {\displaystyle a_{gr}} = 0,66 m/s2 |
| 3 - modérée | IV                    | Eurocode 8 {\displaystyle a_{gr}} = 1,1 m/s2  | > 30% de SHON créée > 30% de plancher supprimé à un niveau                             | Eurocode 8 {\displaystyle a_{gr}} = 0,66 m/s2 |

### Prise en compte du risque dans l'aménagement

#### Plan de prévention des risques
Le Programme National de Prévention du Risque Sismique, appelé Plan Séisme, établi par l’État français, qui s’est achevé à la fin de l’année 2010, a permis d'améliorer la prise en compte du risque sismique dans les constructions grâce, en partie, à l’élaboration d'un nouveau corpus réglementaire, et préalablement, la modification du zonage sismique établi à partir d'études probabilistes.

#### Document d’urbanisme
Le code de l'urbanisme impose la prise en compte des risques dans les documents d'urbanisme. Ainsi, les plans locaux d'urbanisme (PLU) permettent de refuser ou d'accepter, sous certaines conditions, un permis de construire dans des zones exposées, en vertu de l’article L.101-2 du code de l’urbanisme.

#### Permis de construire
En zone de sismicité très faible, aucune réglementation parasismique n'est imposée à l'exception des bâtiments à risque spécial, ayant une réglementation spécifique.
En zone de sismicité faible (zone 2), des règles de construction para-sismiques s'appliquent pour les bâtiments neufs de catégorie III et IV et existants pour la catégorie IV en fonction du niveau de la modification apportée par les travaux : l'habitat individuel n'a aucune contrainte règlementaire à respecter en matière de norme constructive. Par ailleurs, en zone de sismicité faible, pour limiter la vulnérabilité des personnes à ce risque, l'ajout ou le remplacement des éléments non structuraux (cheminées...) doit être effectué en respectant les prescriptions de l'Eurocode 8 partie 1 pour les bâtiments de catégories III et IV.

### Information sur le risque sismique

#### Information préventive
Le maire élabore le dossier d'information communal sur les risques majeurs (DICRIM), un document qui regroupe les données locales, départementales et nationales nécessaires à l'information des citoyens au titre du droit à l'information en ce qui concerne les risques majeurs.

#### Information des acquéreurs ou locataires
L’information lors des transactions immobilières fait l’objet d’une double obligation à la charge des vendeurs ou bailleurs : l'établissement d’un état des risques naturels et technologiques et la déclaration d’une éventuelle indemnisation après sinistre. Concernant le risque sismique, seules les communes en zone de sismicité de 2 à 5 sont soumises à cette obligation, en application de l’arrêté du 19 mars 2013. Le 10 juillet 2014, le Ministère de l'écologie, du développement durable et de l'énergie a  publié un site Internet dénommé "Géorisques" dédié aux risques majeurs qui donne à l'ensemble des usagers les informations réglementaires sur les risques auxquels ils sont soumis en localisant leur habitat directement sur une carte ou en saisissant leur adresse. Ce site permet en particulier aux notaires et agences immobilières d'éditer l'état des risques naturels et technologiques à fournir obligatoirement aux acquéreurs ou locataires.

## Organisation des secours

### Au niveau départemental
En cas de survenue d'un séisme de grande ampleur affectant plusieurs communes du département, le plan Orsec départemental serait déclenché et mis en œuvre. Ce plan définit, en application de la loi n° 2004-811 du 13 août 2004 de modernisation de la sécurité civile, l’organisation de la direction des secours et permet la mobilisation des moyens publics et privés nécessaires à l’intervention. Au niveau départemental, le préfet est directeur des opérations de secours. Il élabore et déclenche le dispositif Orsec.

### Au niveau communal
Le maire, détenteur des pouvoirs de police, a la charge d'assurer la sécurité de la population dans les conditions fixées par le code général des collectivités territoriales. À cette fin, il élabore un plan communal de sauvegarde si la commune est comprise dans le champ d’application d’un plan particulier d'intervention.

## Tremblement de terre du 16 juin 2023
A 18 h 38, la terre a tremblé sur une faille jamais cartographiée quelques kilomètres aux environs des communes de La Laigne et de Cram-Chaban, au nord du département. Avec une magnitude de moment de 4,8 cela en fait un séisme important mais pas sans précédent en France ces cinquante dernières années. Le séisme a occasionné d'importants dégâts mais aucune victime,.